# Solanum aviculare
Espèce
Classification phylogénétique
Solanum aviculare est une plante vivace ligneuse originaire de la Nouvelle-Zélande et de l'Australie.
L'arbre peut mesurer 4 mètres de haut et porte des fleurs blanches ou violettes.
Les feuilles et les fruits verts sont toxiques. Les fruits ne sont comestibles que bien mûrs, cuits ou crus et sont consommés par les aborigènes.
La plante est utilisée comme porte-greffes pour les aubergines.
L'espèce a parfois été présentée comme synonyme à Solanum laciniatum Aiton, mais cela ne semble plus d'actualité. On peut considérer les deux espèces comme distinctes